# Возы (посёлок)
Возы — посёлок в Поныровском районе Курской области России в составе Возовского сельсовета.

## География
Расположен примерно в 51 километре севернее Курска, высота центра селения — 250 метров.
Уличная сеть
В Возах насчитываются 15 улиц (Комсомольская, Пролетарская, Октябрьская, Школьная, Полевая, Советская, Чевычелова, Садовая, Светлова, Станционная, Энергетиков, Хуторская, Зелёная, Лесная, Пушкинская) и 2 переулка (Новый и Комсомольский).

## История
Согласно Закону Курской области от 21 октября 2004 года № 48-ЗКО Возы возглавило муниципальное образование «Возовский сельсовета», в который также входят сёла Брусовое и Тифинское.
Весной 2020 года в Возах наряду с райцентром — посёлком Поныри вводили особый ограничительный режим в связи с распространением коронавируса.

## Население
| 2002 | 2010  |
| ---- | ----- |
| 1340 | ↘1263 |

Национальный состав
Согласно результатам переписи 2002 года, в национальной структуре населения русские составляли 99 % из 1340 человек.
Гендерный состав
В 2010 году в Возах проживали 1263 человека — 586 мужчин и 677 женщин.

## Инфраструктура
На территории посёлка расположена станция Возы Московско-Курской железной дороги с вокзалом, православная Скорбященская церковь.

## Транспорт
Автомобильный и железнодорожный транспорт.
Находится на автодороге межмуниципального значения 38Н-043 «Возы — Степь — Красный Октябрь».